# Kiss Me Good-Bye
«Kiss Me Good-Bye» es el tercer sencillo de la cantante Angela Aki, y la canción principal de Final Fantasy XII, que se puso a la venta el 15 de marzo de 2006. En principio, iba a incluir una versión de "Kiss From A Rose", la canción de Batman Forever, de Seal, pero se cambió por una versión de la canción de Procol Harum, "A Whiter Shade of Pale", dejando "Kiss From A Rose" para su cuarto sencillo.
La primera edición del sencillo contenía un DVD exclusivo con el videoclip de "Kiss Me Good-Bye", y pegatinas de los personajes principales de Final Fantasy XII. Alcanzó el puesto 6 en la lista de ventas, y estuvo en ella durante seis semanas. Debido a que vendió 68.968 copias en 2006, se convirtió en el sencillo número 134 del año.
Fue el primer sencillo que se publicó en EE. UU., pero con la modificación de eliminar 青い影 - Aoi Kage a cambio de incluir Eyes On Me.
Canciones

| CD: versión japonesa |                                                                   |            |                              |                             |          |  |
| N.º                  | Título                                                            | Letras     | Música                       | Arreglistas(s)              | Duración |  |
| 1.                   | «Kiss Me good Bye» (versión japonesa)                             | Angela Aki | Nobuo Uematsu                | Angela Aki, Motoki Matsuoka | 5:13     |  |
| 2.                   | «Santa Fé»                                                        | Angela Aki | Angela Aki                   | Angela Aki, Motoki Matsuoka | 4:59     |  |
| 3.                   | «Sombra Pálida (青い影 Aoi Kage?)» (A Whiter Shade of Pale cover) | Keith Reid | Gary Brooker, Matthew Fisher | Angela Aki, Motoki Matsuoka | 4:49     |  |
| 4.                   | «Kiss Me good Bye -featured in Final Fantasy XII» (Bonus track)   | Angela Aki | Nobuo Uematsu                | Kenichiro Fukui             | 4:58     |  |

| CD: versión norteamericana |                                       |               |               |                             |          |  |
| N.º                        | Título                                | Letras        | Música        | Arreglistas(s)              | Duración |  |
| 1.                         | «Kiss Me Good-Bye»                    |               |               |                             | 4:58     |  |
| 2.                         | «Santa Fé»                            |               |               |                             | 4:59     |  |
| 3.                         | «Eyes On Me»                          | Kazumi Someya | Nobuo Uematsu | Motoki Matsuoka, Angela Aki | 4:31     |  |
| 4.                         | «Kiss Me Good-Bye» (versión japonesa) |               |               |                             | 5:13     |  |

DVD Tracklist

| N.º | Título                                                                        | Director(es) | Duración |  |
| 1.  | «Kiss Me good Bye» (Final Fantasy XII + Angela Aki Collaboration Music Video) |              |          |  |